# Oleksandrivka, Hrebinka
Oleksandrivka (în ucraineană Олександрівка) este localitatea de reședință a comunei Oleksandrivka din raionul Hrebinka, regiunea Poltava, Ucraina.

## Demografie
Componența lingvistică a localității Oleksandrivka
     Ucraineană (97,8%)
     Rusă (1,83%)
Conform recensământului din 2001, majoritatea populației localității Oleksandrivka era vorbitoare de ucraineană (97,8%), existând în minoritate și vorbitori de rusă (1,83%).